# 大串隆吉
大串 隆吉（おおぐし りゅうきち、1945年 - ）は、日本の教育学者、東京都立大学 (1949-2011)・首都大学東京名誉教授。

## 来歴
佐賀県生まれ。東京都立大学人文学部卒、同大学院人文科学研究科博士課程中退。1973年同人文学部助手。講師、助教授、教授、首都大学東京都市教養学部教授。2008年定年退任、名誉教授。日本社会教育学会事務局長、同副会長、『月刊社会教育』編集長、社会教育推進全国協議会委員長など。

## 著書
- 『日本社会教育史と生涯学習 新版』エイデル研究所 1998
- 『青年団と国際交流の歴史』有信堂高文社 1999
- 『社会教育入門』有信堂高文社 2008

### 共編著
- 『日本社会教育史』藤田秀雄共編著 エイデル研究所 1984
- 『青少年育成・援助と教育 ドイツ社会教育の歴史、活動、専門性に学ぶ』生田周二,吉岡真佐樹共著 有信堂高文社 2011

### 翻訳
- フランツ・ハンブルガー『社会福祉国家の中の社会教育 ドイツ社会教育入門』有信堂高文社 2013